# Симуков, Алексей Дмитриевич
Алексе́й Дми́триевич Симуко́в (17 [30] марта 1904, Санкт-Петербург — 3 апреля 1995, Москва) — русский советский драматург, киносценарист. Автор многих пьес и киносценариев, ведущий семинаров в Литературном институте им. А. М. Горького. Являлся членом Союза писателей СССР, Союза театральных деятелей РФ, Союза кинематографистов СССР.

## Биография
Алексей Симуков родился в семье служащего Министерства финансов Дмитрия Андреевича Симукова и его жены Натальи Яковлевны Симуковой (Миллер), преподавательницы гимназии. Кроме него в семье были еще двое детей: Андрей (1902) и Александра (1905). Спасаясь от революционных невзгод, в 1918 году родители с детьми уехали в Белоруссию на родину отца в деревню Сигеевка Могилевской губернии, где до середины 20-х годов семья занималась крестьянским трудом. Учился в 3-й петербургской классической гимназии; окончил школу 2-й ступени в Сураже; затем учился в Литературном институте им. А. М. Горького (1938—1941).
А. Д. Симуков скончался в Москве в возрасте 91 года, похоронен на Николо-Архангельском кладбище.

## Семья
А. Д. Симуков был женат на Любови Владимировне Симуковой (1913 г.р.), их дочь Ольга Кузнецова (Градова) (1934 г.р.) — старший научный сотрудник Государственного института искусствознания (ГИИ), сын Дмитрий (1946 г.р.) — лингвист, переводчик. Внуки: Алексей (1961 г.р.) и Любовь (1979 г.р.).
Брат А. Д. Симукова, Андрей Дмитриевич Симуков (1902—1942), — крупнейший ученый — монголовед, географ, погиб в сталинских лагерях в Коми АССР.

## Творчество
После переезда в Москву в 1925 году работал в библиотеке Института В. И. Ленина.. Свой творческий путь А. Д. Симуков начинал в живописи, занимаясь в конце 20-х — начале 30-х годов на Высших курсах Ассоциации художников революционной России (АХРР) в мастерской «бубновалетовца» Ильи Машкова. В качестве автора участвовал в театральных постановках агитбригады Ленинского районного рабочего общества потребителей (Ленроп). Литературную деятельность начал в 1931 году, публикуясь в журнале «Колхозник», основанном М.Горьким. В 1944 году принят в члены Союза писателей СССР.
В годы Великой Отечественной войны 1941—1945 гг. А. Д. Симуков обратился к жанру патриотической сказки, встретившему горячий отклик многих фронтовиков. В середине 1940-х годов он также сотрудничал с Главным управлением Госцирков, написав целый ряд монологов для исполнения по циркам СССР, и с Радиокомитетом, подготовив, в частности, радиоочерк «В Московском зоопарке» (нач. 50-х).
Пьесы А. Д. Симукова в большинстве своем веселые, жизнерадостные комедии, водевили, лирические драмы, продолжавшие добрые традиции русской сцены XIX века. В их основе лежало отображение повседневной жизни широких слоев нашего общества: это и заботы сельских жителей («Свадьба»), и проблемы заводской молодежи («Девицы-красавицы»), и раздумья выпускников школы перед выбором пути во «взрослую» жизнь («Воробьевы горы»). Он также автор пьес-сказок и для детского театра («Земля родная» (1945), «Семь волшебников» (1951) и другие), ставившихся многими театрами Москвы и широко шедших по всей стране.
Драматург В. С. Розов, выступая в ЦДРИ (1994) на праздновании 90-летнего юбилея А. Д. Симукова, отметил, что «Симуков, конечно, явился нашим предтечей, сделав довольно резкое движение, приблизив все к человеку…», имея в виду поколение «новой волны» в отечественной драматургии, к которой принадлежал он сам.
Много и плодотворно работал А. Д. Симуков в области кинематографии. Он, в частности, является автором сценария первой советской киносказки «Волшебное зерно» (1941), сценариев ряда фильмов по произведениям М.Горького, В.Кина, и по своим оригинальным сценариям.
Фильм «По ту сторону» (1958, по одноименному роману В.Кина) обрел широкую известность еще и потому, что специально для него была написана А.Пахмутовой на стихи Л.Ошанина «Песня о тревожной молодости», ставшая любимой многими поколениями.
Особое место в творчестве А. Д. Симукова занимает жанр мультипликации. Он автор сценариев ряда мультипликационных фильмов по мотивам древнегреческой мифологии, вошедших в «золотой фонд» отечественной мультипликации, им написан сценарий широко известного мультфильма «Летучий корабль».
Долгие годы А. Д. Симуков работал в Литературном институте им. А. М. Горького, в котором вел семинар по проблемам современной драматургии, преподавал на Высших литературных курсах и выпестовал в 60-е годы многих молодых драматургов, получивших из его рук «путевку в жизнь». Одним из таких студентов, в частности, был Александр Вампилов, любимый ученик А. Д. Симукова, ныне признанный классик отечественной драматургии.
Большую роль сыграл А. Д. Симуков на посту руководителя общественной организацией — Профессиональным комитетом московских драматургов, объединявшем в своё время около 600 литераторов различных жанров. В годы застоя членство в Профкоме давало официальный статус литератора многим талантливым людям, остававшимся вне Союза писателей СССР и тем самым напрямую подпадавшим под статью Уголовного кодекса о «тунеядстве». Одной из жертв этой статьи УК стал, в частности, будущий лауреат Нобелевской премии, ленинградский поэт Иосиф Бродский. Членами профкома были многие ныне широко известные лица (Вероника Долина, Лион Измайлов, Леонид Французов, Аркадий Инин, Виктор Мережко, Юлий Ким, Андрей Макаревич, Эдвард Радзинский, Виктория Токарева, Леонид Якубович и другие).
Творческую деятельность А. Д. Симуков сочетал, с перерывами, со служебной. Так, в 1944—1946 гг. он являлся старшим редактором киностудии «Союзмультфильм» и членом худсовета студии, в 1947—1950 гг. работал главным редактором сценарно-постановочного отдела Министерства кинематографии СССР, в середине 50-х был заместителем председателя Совета по драматургии театра, кино и телевидения Союза писателей СССР, членом Комиссии Президиума Союза советских писателей по приему в Союз, в 1964—1971 гг. занимал пост заместителя главного редактора Репертуарно-редакционной коллегии Управления театров Министерства культуры СССР. Он также возглавлял многочисленные семинары по драматургии для литераторов союзных республик (Прибалтика, Закавказье, Сибирь, Средняя Азия), избирался делегатом Второго Всесоюзного съезда писателей СССР (1954) и Первого учредительного съезда писателей РСФСР (1958).
Будучи в весьма преклонном возрасте (незадолго до своего 90-летия в 1994 году), А. Д. Симуков обратился к жанру исторической прозы, поскольку всю свою жизнь увлекался историей и прекрасно знал её. Результатом этого стали две небольшие повести — «Записки графини Марии Матвеевой» из времен Петра I и «Повесть о Брунгильде, королеве Австразии» — из эпохи Меровингов, первой династии французских королей с конца V века н. э.

Примерно в то же время А. Д. Симуков закончил работу над своими воспоминаниями — «Чертов мост, или Моя жизнь как пылинка истории (записки неунывающего)», представляющими широкую картину жизни нашего общества на протяжении почти всего XX века, прошедшего на глазах писателя (вышли в свет в 2008 году уже после смерти автора, также как и его исторические повести — в 2012 г.).
Яркую характеристику личности писателя дает в предисловии к его воспоминаниям доктор искусствоведения, профессор И. Л. Вишневская, с которой А. Д. Симукова связывали долгие годы совместной работы в Литинституте им. А. М. Горького:
«….Необыкновенными казались и культура, и эрудиция, и образованность Симукова. Внутренняя интеллигентность — редчайшая духовная аура для тогдашнего писательского цеха, делала его, как бы отдельным, избранным, неагрессивно-диссидентствующим, негромко-возражающим, некрикливо-оппозиционным.
Особый драматической фигурой был Симуков, несмотря на внешнюю бесконфликтность. И все же у него слышалось нечто очень чистое, лирическое, теплое, я бы сказала, „пред-Розовское“, „пред-Володинское“. Уже звучали в его пьесах, таких, как „Воробьевы горы“, „Девицы-красавицы“ мотивы будущей „Фабричной девчонки“ Володина, мотивы будущего „Доброго часа“ Розова.
Многие, многие годы крепчайшей нежной дружбы связывали нас с Симуковым, когда мы вместе вели семинар драматургов в Литературном институте имени Горького. Эти „Симуковские“ семинары давно уже стали студенческой легендой — так отдавал им Алексей Дмитриевич всю свою душу. И, конечно, никогда не стоит забывать, что нынешний наш классик Александр Вампилов, тогдашний студент Саша Вампилов, читал именно Симукову все свои пьесы. Это как раз Алексей Дмитриевич, а не самозваные вампиловские „учителя“ — благословил молодого драматурга на новое драматическое царство».
А вот как отозвался на смерть А. Д. Симукова его младший сотоварищ по перу, драматург и режиссёр М. Д. Рейдель: «… Алексей Дмитриевич был истинно русским интеллигентом. Не обласканный ни одной из правительственных наград, он жил по своим нравственным законам, по законам совести, заповеданным свыше, по которым все люди на Земле — пальцы одной руки, ветви одного дерева, звезды одного небосвода. И люди, близко с ним общавшиеся, высоко ценили это, что было для него, я думаю, самой лучшей из наград».

### Пьесы
- 1931 — Симуков А. и Гольберг (Дорош) Е., и Резник М. «История одного обеда». Агит-пьеса. М., изд. Мособлисполкома
- 1934 — Симуков А. и Гольберг (Дорош) Е. «Весна». М., «Художественная литература»
- 1936 — «Свадьба». Комедия, М., //Театр и драматургия, № 3
- 1940 — «Волшебное зерно». Сказка. М., «Искусство»
- 1942 — «Волшебное зерно». Фильм-сказка. М., Госкиноиздат
- 1945 — Пьесы-сказки. М.-Л., «Искусство»
- 1949 — «Воробьевы горы». Пьеса. М., Госкультпросветиздат
- 1952 — «Капитан в отставке» Водевиль. М., Госкультпросветиздат
- 1952 — «Девицы-красавицы». Пьеса. В сб. «Славься, Отечество наше свободное!» М., «Искусство»
- 1953 — «Семь волшебников». Пьеса-сказка. В сб. «Пьесы-сказки». М., «Искусство»
- 1954 — Пьесы. М., «Сов. писатель»
- 1959 — «Над Окой-рекой». Комедия. М., «Искусство»
- 1962 — (Перевод) Папаян А. «Ложь в капкане». Комедия. Перевод с армянского А.Симукова. М., «Искусство»
- 1964 — «Не щадя живота». Комедия. М., ВУОАП
- 1965 — Пьесы. М., «Сов. писатель»
- 1968 — «Первые люди на земле». Комедия. М., ВУОАП
- 1968 — (Перевод)Саидмурадов С. «Каменотес и роза». Комедия. Пер. с таджикского А.Симукова. М., ВУОАП
- 1973 — «Все может быть». Комедия. М., ВУОАП
- 1976 — Худайбердыев Д. «Взрыв». Пер. с туркменского и сцен. ред. А.Симукова. М., ВААП
- 1976 — «Горит квартира». Комедия. М., ВААП
- 1977 — «Воробьевы горы». Пьесы. М., «Сов. писатель»
- 1978 — «Легкая рука». Комедия. М., ВААП
- 1982 — «Днем с огнем (Фонарщик в потемках)». Комедия. И., ВААП-ИНФОРМ
- 1983 — «Взгляд Медузы». Пьеса. М., ВААП
- 1985 — Комедии. М., «Искусство»,
- 1991 — «Гори, гори ясно!» Комедии. М., «Сов. писатель»

### Инсценировки, очерки, сказки
- 1932 — (Опубликовано четыре материала в соавторстве с Е.Гольбергом). //«Краснофлотская художественная самодеятельность» № 1
- 1935 — «Портрет бригадира Ниделько». // Огонек, № 10 (520)
- 1938 — «Русская женщина Марфа Ярыгина». // Крестьянка, № 10-11
- 1943—1945
  - «Ветка ивы». Сказка. //Красноармеец, № 2
  - «Заноза». Сказка. //«Бойцы труда. Репертуарный листок для фабрично-заводской самодеятельности». М., «Искусство»
  - «Авдотьины птички». //«Сев — тот же фронт. Репертуарный листок для колхозной художественной самодеятельности». М., «Искусство»
  - Сборник сказок «Заветные ключи»:
    - «Три печки»
    - «Заветные ключи»
    - «Как Кузьма с землей договаривался»
    - «Материнская слеза»
    - «Предсказатель погоды» Сказка
    - «Жил да был»
    - «Коротышка»
    - «Легкая рука»
    - «Песня»
- 1948 — «Танцуем от печки». Очерк. «Лит. газета» от 7 июля
- 1950 — «О „театральных“ и „нетеатральных“ городах». Очерк. «Лит. газета» от 3 августа
- 1951 — «В Московском зоопарке». Радиоочерк

### Статьи
- 1953 -«Идейность и мастерство». Сб. статей советских писателей о драматургии (1945—1953) [Симуков А. «Драматург в театре»]. М., «Искусство»
- 1955 — «Сила большого искусства» (о спектакле в Академическом театре им. Е.Вахтангова «Человек с ружьем» по пьесе Н.Погодина), «Литературная газета», 12 февраля
- 1967 — «Советские драматурги о своем творчестве». Сб. статей. (Алексей Симуков. «О простом и сложном»), М., «Искусство»
- 1981 — Сб. «О Вампилове: Воспоминания и размышления» / А. Симуков // Вампилов А. Дом окнами в поле. — Иркутск: Восточно-Сибирское книжное издательство
- 1982 — «Как много он мог бы еще сделать!» Сб. «Алексей Ермолаев. Статьи и воспоминания». М., «Советский композитор»
- 1986 — «Мое ремесло. Заметки драматурга». Альманах «Современная драматургия», № 2

### Исторические повести
2012 — Алексей Симуков. Истории веков минувших (две исторические повести, посвященные временам Петра I и французской королевской династии Меровингов). М., Независимое издательство «Пик»

### Воспоминания
2008 — Алексей Симуков. «Чертов мост, или Моя жизнь как пылинка истории (записки неунывающего)». М., Аграф

### Фильмография

#### Сценарии художественных фильмов
- 1941 — «Волшебное зерно» (первая советская киносказка)
- 1957 — «Челкаш» (короткометражный, по одноименному рассказу М. Горького)
- 1958 — «По ту сторону» (по одноименному роману В. Кина)
- 1968 — «По Руси» (по ранним рассказам М. Горького)
- 1974 — «Это сильнее меня»
- 1979 — «Поздняя ягода»

#### Сценарии мультфильмов
- 1945 — «Дом № 13» (в соавторстве с З.Каликом)
- 1965 — «Добрыня Никитич»
- 1965 — «Как один мужик двух генералов прокормил» (в соавторстве с И.Ивановым-Вано по сказке М. Е. Салтыкова-Щедрина)
- 1965 — «Ни богу, ни чёрту»
- 1969 — «Возвращение с Олимпа»
- 1972 — «Лабиринт. Подвиги Тесея»
- 1972 — «Аргонавты»
- 1972 — «Мастер из Кламси» (по произведению Р.Роллана «Кола Брюньон»)
- 1973 — «Персей»
- 1974 — «Прометей»
- 1975 — «Садко богатый»
- 1976 — «Сказка дедушки Айпо» (по мотивам сказок народов Севера)
- 1977 — «Старый дом» (по сказке Х. К. Андерсена)
- 1979 — «Летучий корабль»
- 1982 — «Сын камня» (в соавторстве с С. Жилетежевым)

### Живопись и графика

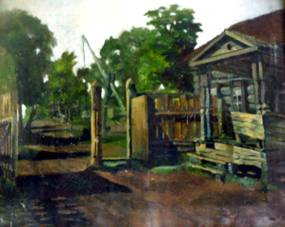
А.Симуков. Дом деда в белорусской деревне Сигеевка
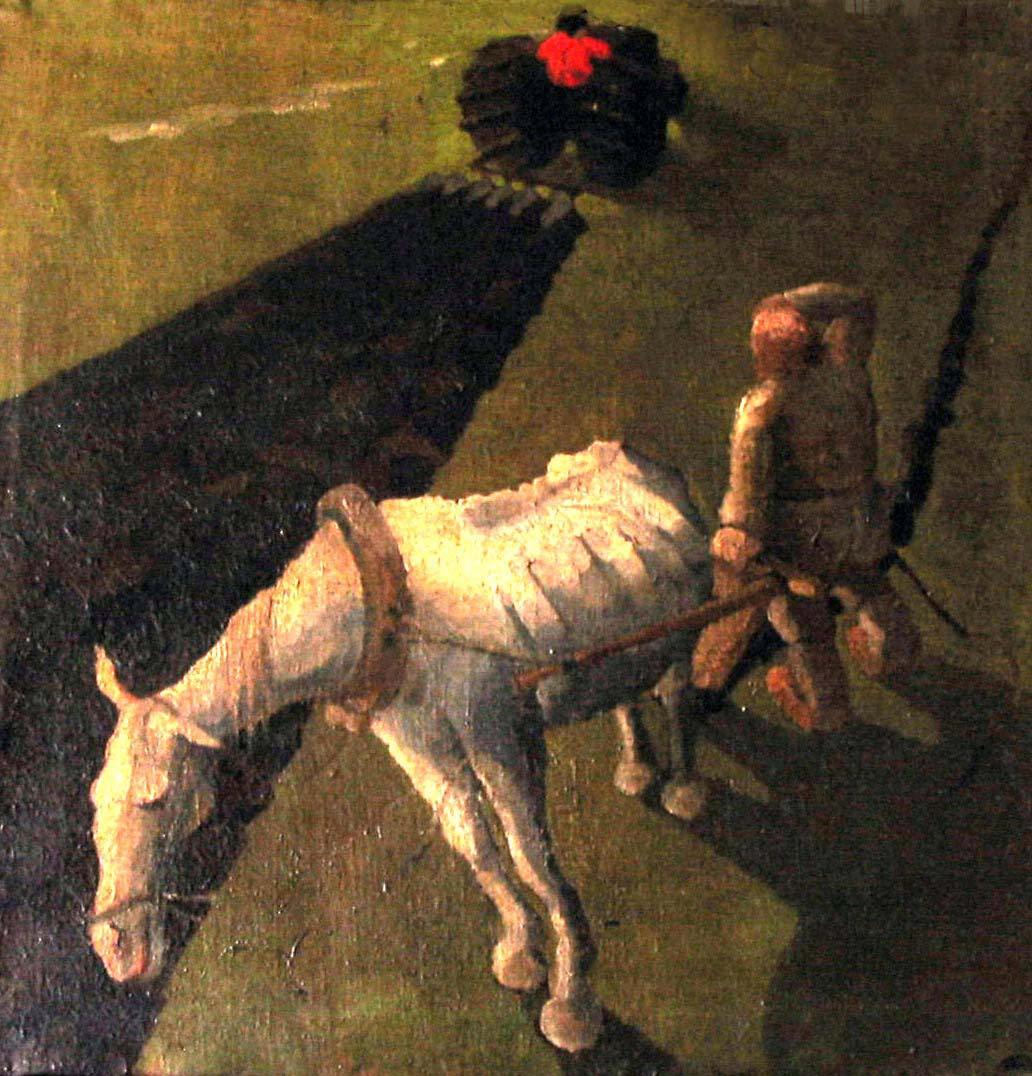
А.Симуков. «Коллективизация», курсы АХХР
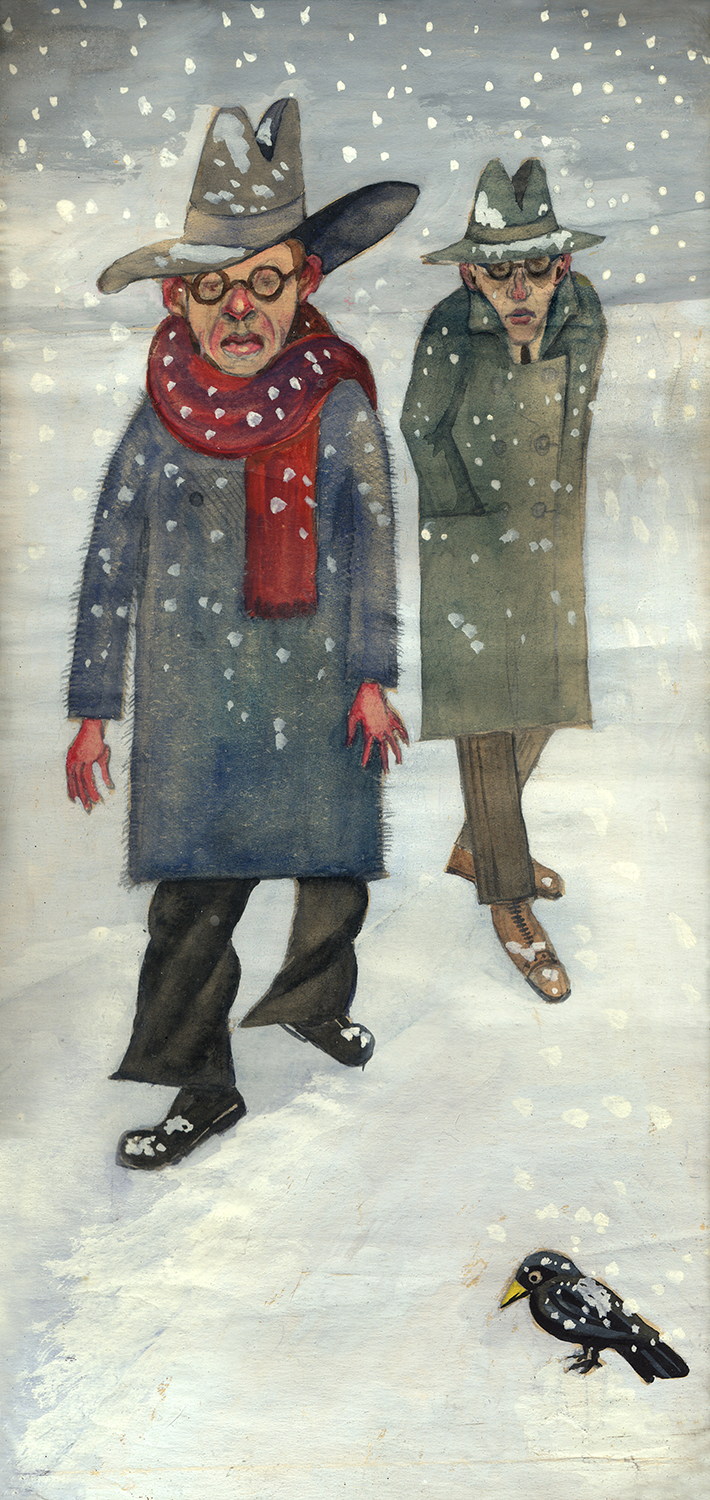
А.Симуков. Автошарж с другом-литератором Е.Я.Дорошем
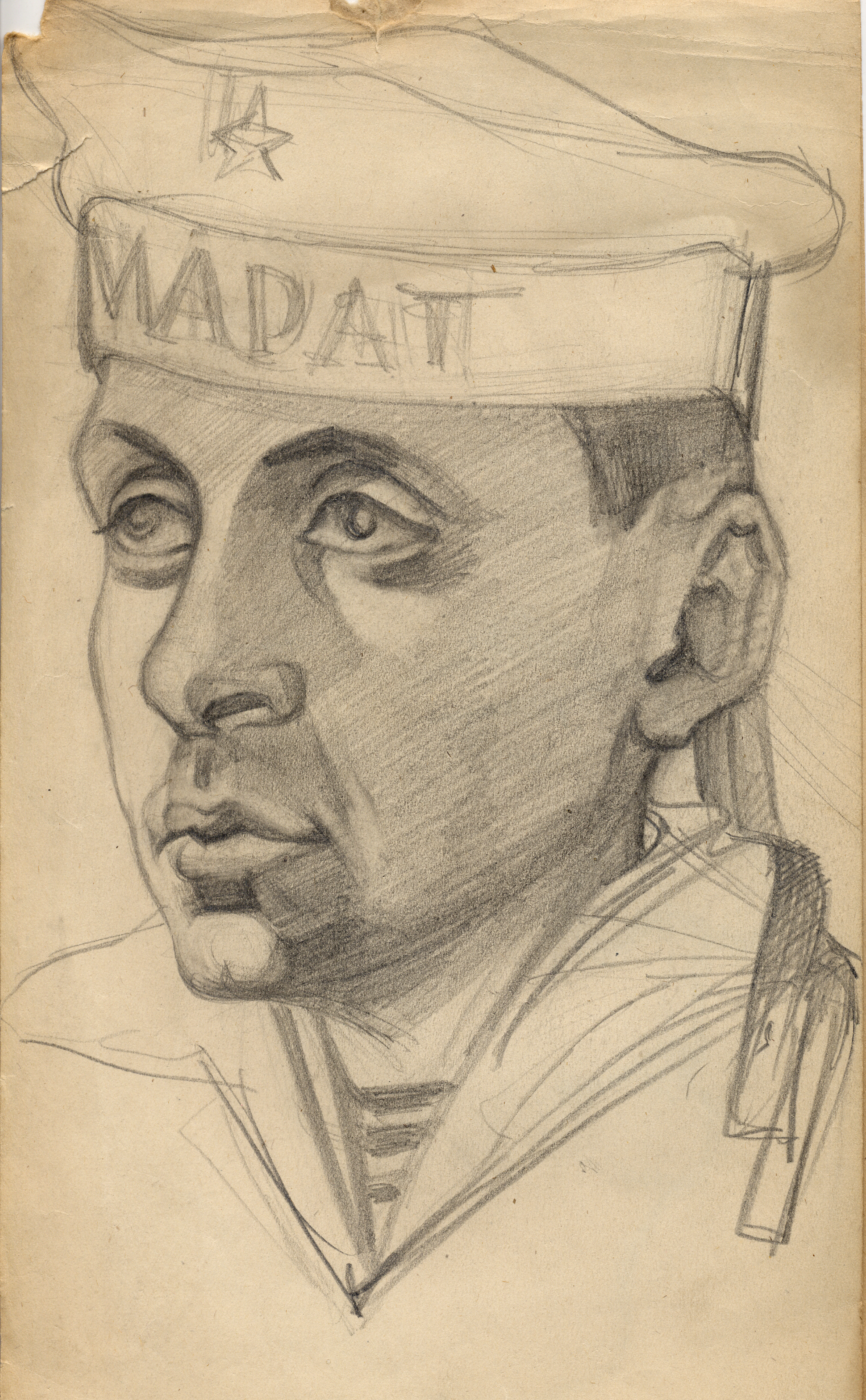
А.Симуков. Портрет краснофлотца
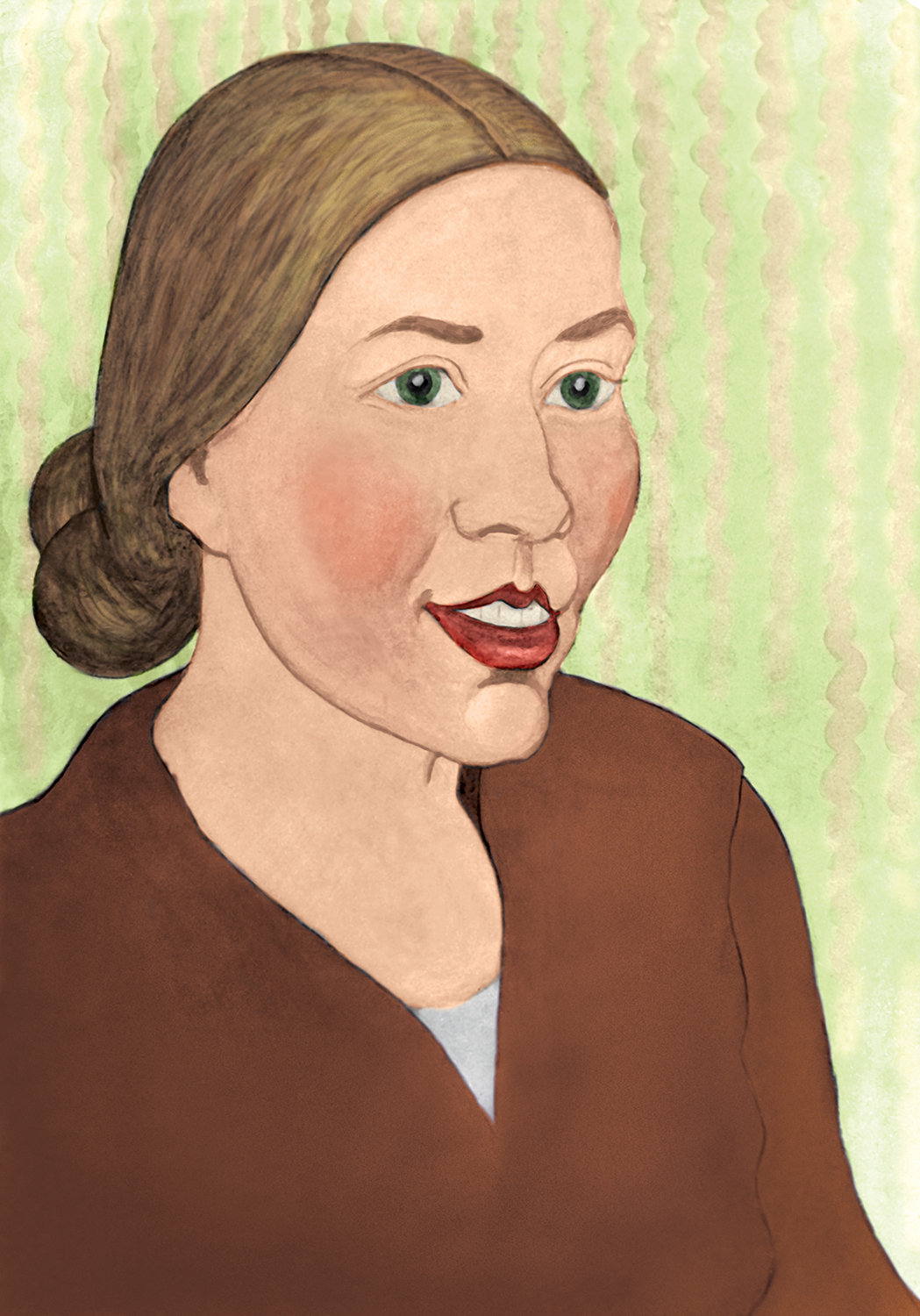
А.Симуков. Жена. Шарж
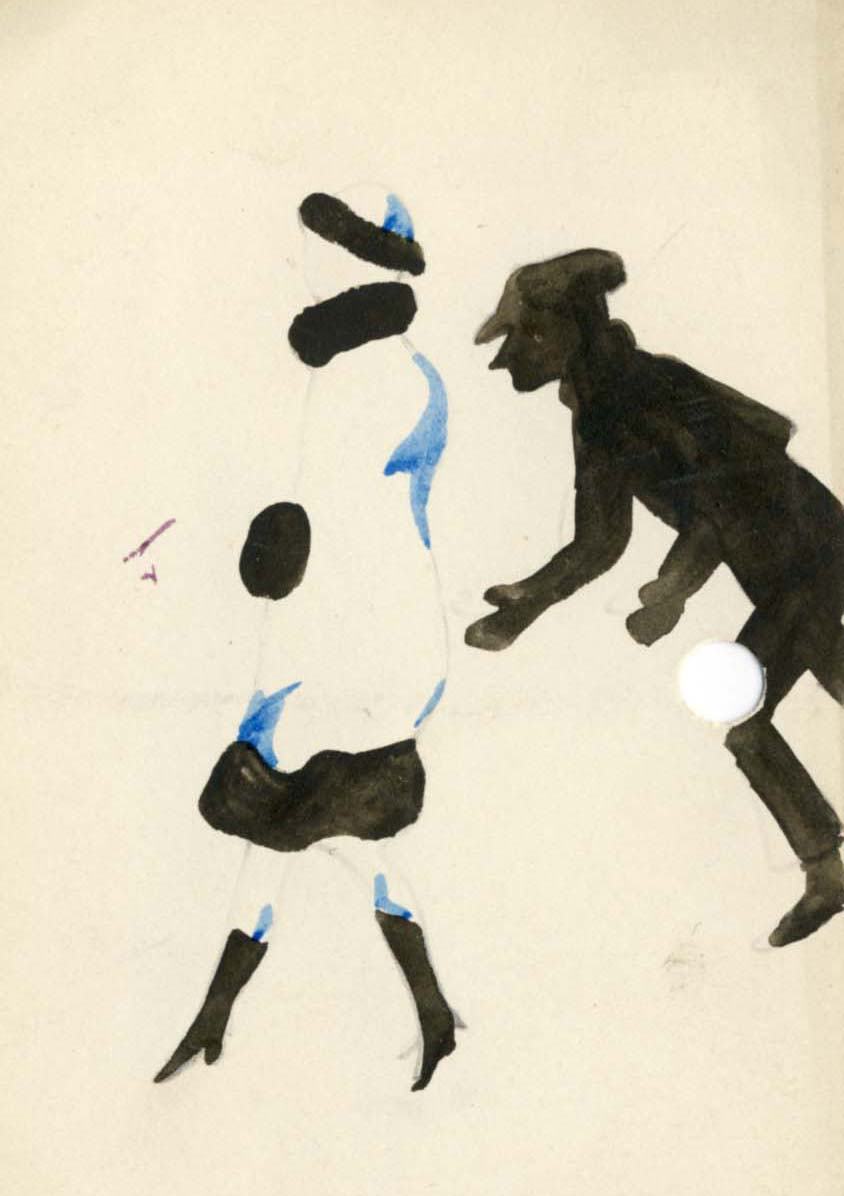
А.Симуков. Эскиз театрального костюма
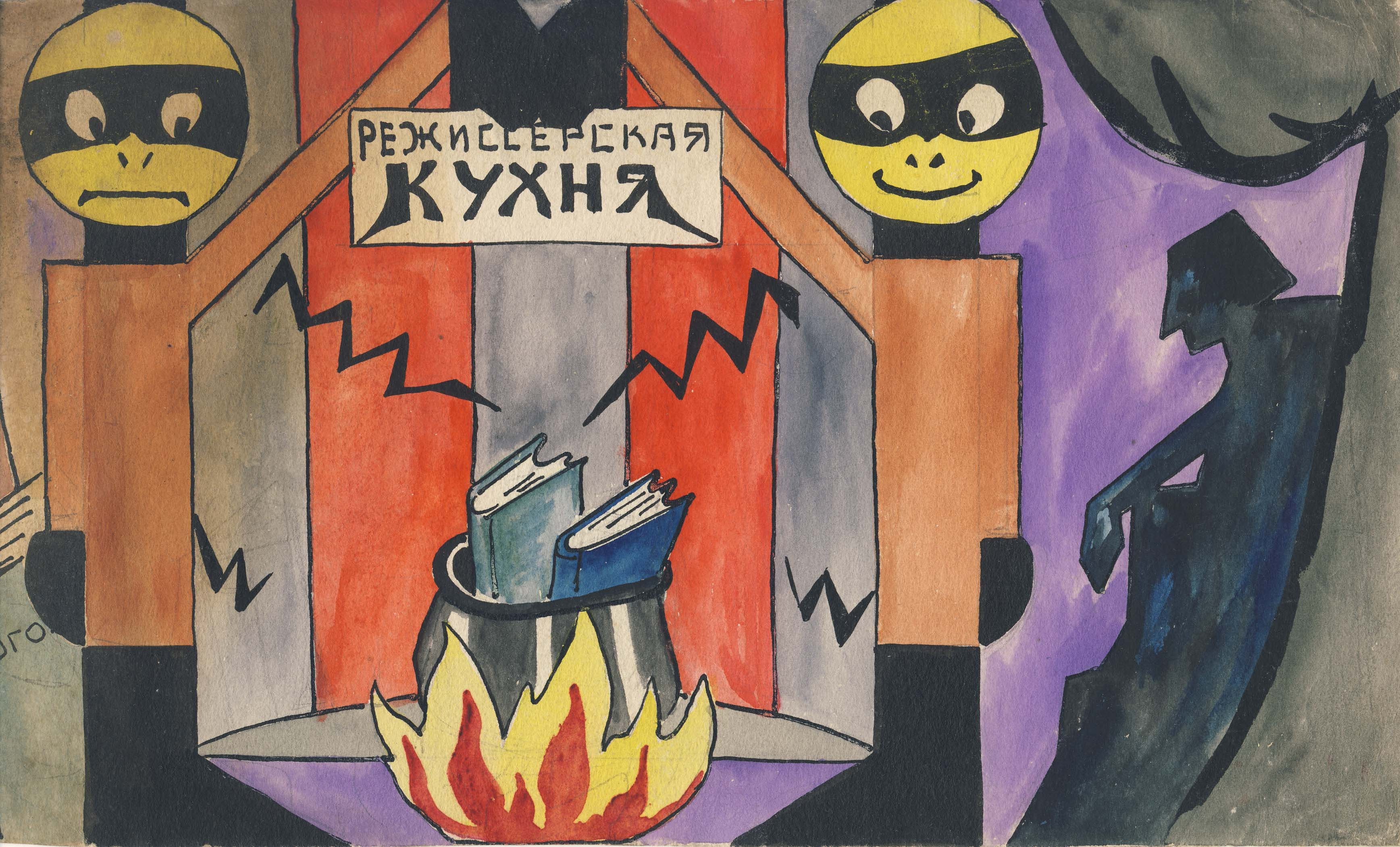
А.Симуков. Эскиз к декорации
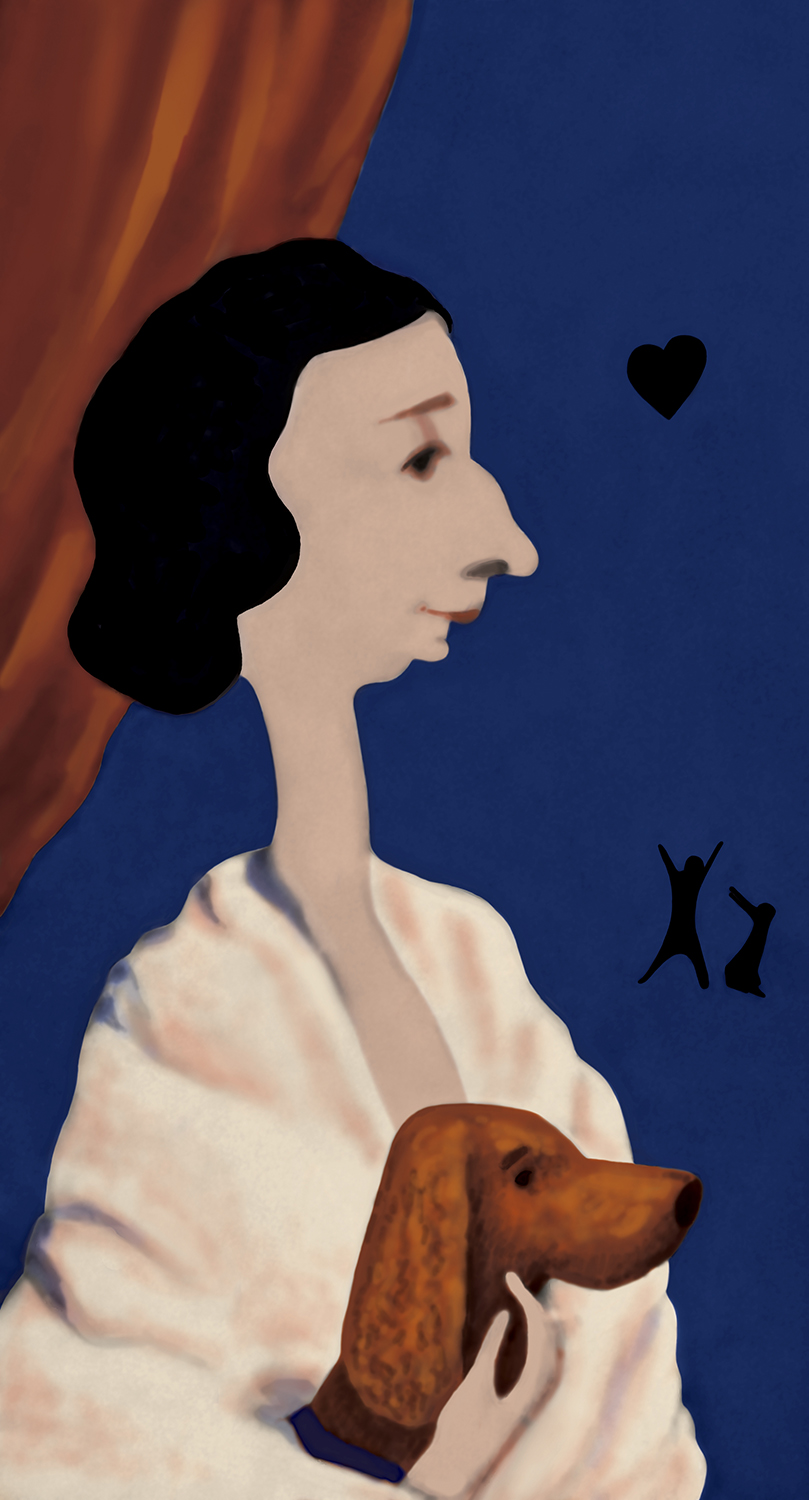
А.Симуков. Шарж на театрального критика С.Т.Дунину